# 齊馬南佩楚察國家公園
齊馬南佩楚察國家公園（Parc national de Tsimanampetsotsa）是馬達加斯加的國家公園，位於該國西南部圖利亞拉省，公園範圍涵蓋受濕地公約保護的齊馬南佩楚察湖，野生動物有狐猴。